# Apocalypse Pompeii
Apocalypse Pompeii è un film del 2014 diretto da Ben Demaree. 
Pellicola d'azione statunitense prodotta da The Asylum. Nella tradizione del catalogo Asylum, il film è un mockbuster del film Pompei di Paul W. S. Anderson.
È stato distribuito in Italia da Minerva Pictures in DVD, e trasmesso in pay su SKY Italia.

## Trama
Jeff Pierce, un ex appartenente al commando Special Ops, è a Napoli assieme alla moglie Lynne e alla figlia Mykaela, per questioni di lavoro. La moglie e la figlia decidono di visitare Pompei, assieme ad altri turisti. Durante il tour, vengono colte di sorpresa da alcune violente scosse di terremoto, tanto intenso da distruggere alcune rovine. Lynne avverte subito il marito dell'accaduto, rassicurandolo che lei e la figlia stanno bene. Poco dopo un'altra violenta scossa scuote l'intero gruppo di turisti e immediatamente il Vesuvio comincia ad eruttare. Grazie all'aiuto di Mykaela, che sin da piccola era affascinata dal vulcano, riesce a trovar riparo per tutti i turisti. Nel frattempo Jeff cerca, senza risultati, di ottenere aiuto dal governo italiano e dall'ambasciata americana, per recarsi a Pompei e salvare la moglie e la figlia. Grazie all'aiuto di un commilitone riesce a trafugare un elicottero militare italiano per dirigersi verso il Vesuvio e tra varie peripezie riesce a localizzare, tramite il GPS dei telefoni satellitari dati alla moglie Lynne, il gruppo di turisti superstiti e a salvarli. La famiglia è riunita e Mykaela che afferma di non voler più andare in Italia.